# 第34回有馬記念
第34回有馬記念（だい34かいありまきねん）は、1989年12月24日に中山競馬場で施行された競馬競走である。春の天皇賞馬イナリワンが秋の天皇賞馬スーパークリークを差しきって優勝を果たした。年齢は全て旧表記（数え年）にて表記。

## レース施行時の状況
オグリキャップは第100回天皇賞（秋）でスーパークリークの2着に敗れた後、第6回マイルチャンピオンシップと第9回ジャパンカップを連闘した（マイルチャンピオンシップは優勝、ジャパンカップは2着）。GIを連闘したことと9月から5回レースに出走していたことから疲労の蓄積が懸念されたものの、ファンは同馬を高く支持し、レース前のファン投票で有馬記念史上最多となる19万7682票を獲得し、当日も1番人気に支持された。オグリキャップと2番人気のスーパークリークと2頭が単枠指定を受け、単勝式のオッズでも3番人気以下を大きく引き離すなど「二強対決」のムードが強く漂っていた。

## 出走馬と枠順
天候：雨、芝：良。馬齢は旧表記。
| 枠番 | 馬番 | 競走馬名           | 性齢 | 騎手       | 単勝オッズ    | 調教師     | 馬主                   |
| ---- | ---- | ------------------ | ---- | ---------- | ------------- | ---------- | ---------------------- |
| 1    | 1    | オグリキャップ     | 牡5  | 南井克巳   | 1.8（1人）    | 瀬戸口勉   | 近藤俊典               |
| 2    | 2    | ミスターブランディ | 牡8  | 津留千彰   | 79.7（14人）  | 大和田稔   | 吉田善哉               |
| 2    | 3    | ダイナカーペンター | 牡6  | 増沢末夫   | 18.0（5人）   | 増本豊     | （有）社台レースホース |
| 3    | 4    | スーパークリーク   | 牡5  | 武豊       | 3.1（2人）    | 伊藤修司   | 木倉誠                 |
| 4    | 5    | キリパワー         | 牡5  | 大塚栄三郎 | 49.0（12人）  | 清水利章   | （株）本桐牧場         |
| 4    | 6    | ドクタースパート   | 牡4  | 的場均     | 59.4（13人）  | 柄崎孝     | 松岡悟                 |
| 5    | 7    | リアルバースデー   | 牡4  | 河内洋     | 26.0（7人）   | 佐藤林次郎 | （有）社台レースホース |
| 5    | 8    | カシマウイング     | 牡7  | 東信二     | 103.8（16人） | 飯塚好次   | 松浦安雄               |
| 6    | 9    | ランニングフリー   | 牡7  | 菅原泰夫   | 34.8（9人）   | 本郷一彦   | 藤島泰輔               |
| 6    | 10   | ハワイアンコーラル | 牡5  | 大崎昭一   | 90.2（15人）  | 中村広     | （株）大関             |
| 7    | 11   | フレッシュボイス   | 牡7  | 郷原洋行   | 48.1（11人）  | 境直行     | 円城和男               |
| 7    | 12   | サクラホクトオー   | 牡4  | 小島太     | 12.6（3人）   | 境勝太郎   | （株）さくらコマース   |
| 7    | 13   | ミスターシクレノン | 牡5  | 松永幹夫   | 21.8（6人）   | 小林稔     | 藤立啓一               |
| 8    | 14   | ヤエノムテキ       | 牡5  | 西浦勝一   | 34.0（8人）   | 荻野光男   | （有）富士             |
| 8    | 15   | イナリワン         | 牡6  | 柴田政人   | 16.7（4人）   | 鈴木清     | 保手浜弘規             |
| 8    | 16   | スルーオダイナ     | 牡6  | 岡部幸雄   | 35.0（10人）  | 矢野進     | （有）社台レースホース |

## レース展開
レース序盤はダイナカーペンターが逃げ、レース前に陣営が先行策をとることを打ち合わせていたオグリキャップが2番手、スーパークリークが4番手を追走した。第4コーナーでオグリキャップがダイナカーペンターを交わして先頭に立ったがスーパークリークに交わされ失速した。そのままスーパークリークが先頭でゴールするかと思われたが、残り100mの地点でイナリワンが強烈な追い込みを見せ、ゴール前でわずかにスーパークリークを差して優勝した。

## レース結果

### レース着順（上位5頭のみ）
| 着順 | 枠番 | 馬番 | 競走馬名         | タイム  | 着差     |
| ---- | ---- | ---- | ---------------- | ------- | -------- |
| 1    | 8    | 15   | イナリワン       | R2.31.7 |          |
| 2    | 3    | 4    | スーパークリーク | 2.31.7  | ハナ     |
| 3    | 7    | 12   | サクラホクトオー | 2.32.1  | 2馬身1/2 |
| 4    | 6    | 9    | ランニングフリー | 2.32.3  | 1馬身1/4 |
| 5    | 1    | 1    | オグリキャップ   | 2.32.5  | 1馬身    |

- ラップ

6.9-10.9-11.7-12.1-12.3-12.6-12.8-11.9-11.8-12.1-12.2-12.2-12.2
6.9-17.8-29.5-41.6-53.9-66.5-79.3-91.2-103.0-115.1-127.3-139.5-151.7

### 払戻
| 単勝式   | 15  | 1670円 |
| 複勝式   | 15  | 430円  |
| 複勝式   | 4   | 150円  |
| 複勝式   | 12  | 350円  |
| 連勝複式 | 3-8 | 1650円 |

## 達成された記録
- イナリワンは史上4頭目、グレード制導入後初のグランプリ春秋連覇（イナリワン以前にリユウフオーレル・シンザン・スピードシンボリが達成）。2022年現在、騎手が乗り代わっての春秋連覇はシンザンと併せて2頭のみ
- イナリワンはシンボリルドルフのレースレコードを1.1秒更新しているが、これは2500m開催になって以降ではスピードシンボリの1.9秒に次ぐ有馬記念歴代2位タイの更新幅となっている[1]

## エピソード
- スーパークリークに騎乗していた武豊は第100回天皇賞（秋）および第6回マイルチャンピオンシップで騎乗馬がオグリキャップと接戦を演じていた。そのため、ゴール前でイナリワンが追い込んで来た時、「オグリキャップが差し返してきたのかと思った」と語っている。
- オグリキャップを笠松競馬場在籍時に管理していた鷲見昌勇は、パドックでオグリキャップの体調が悪く疲れきっていると判断し、また全出走馬の中でイナリワンの体調が最もよいと判断していた。オグリキャップの関係者はレース後、同馬に疲労が溜まっていたことを認めるコメントをしている。
- 優勝したイナリワンの秋のG1成績は「天皇賞・秋6着、ジャパンカップ11着、有馬記念1着」となったが、奇しくも翌年、オグリキャップが全く同じ着順を踏んだ。